# 帕诺拉马
帕诺拉马是巴西圣保罗州的一个市镇。总面积353.137平方公里，总人口13017人，人口密度36.9人/平方公里。